# Muuramen Lentopallo
Muuramen Lentopallo (MuurLe) – fiński męski klub siatkarski z Muurame. Założony został w 1994 roku. Obecnie występuje w najwyższej klasie rozgrywek klubowych w Finlandii.

## Rozgrywki krajowe
| Sezon     | Rozgrywki            | Miejsce    |
| --------- | -------------------- | ---------- |
| 2009/2010 | Lentopallon SM-liiga | 9. miejsce |
| 2010/2011 | Lentopallon SM-liiga |            |

## Rozgrywki międzynarodowe
Klub Muuramen Lentopallo nie brał dotychczas udziału w rozgrywkach europejskich.

## Medale, tytuły, trofea
brak

## Kadra w sezonie 2009/2010
- Pierwszy trener:  Wiktor Kirczenko
- Drugi trener:  Tatu Rauhansalo

| Nr | Imię i nazwisko   | Data ur. | Wzrost | Pozycja      |
| -- | ----------------- | -------- | ------ | ------------ |
| 1  | Tommi Ronkainen   | 1977     | 188    | rozgrywający |
| 2  | Jaakko Antila     | 1982     | 193    | środkowy     |
| 3  | Jarmo Korhonen    | 1986     | 182    | rozgrywający |
| 4  | Maximo Montoya    | 1989     | 198    | przyjmujący  |
| 5  | Angel Pena        | 1978     | 192    | atakujący    |
| 6  | Petteri Kaura-Aho | 1984     | 176    | libero       |
| 7  | Ville Salminen    | 1973     | 197    | środkowy     |
| 8  | Ville Lassila     | 1980     | 186    | przyjmujący  |
| 9  | Jaakko Aninko     | 1983     | 189    | przyjmujący  |
| 12 | Taneli Nieminen   | 1984     | 188    | przyjmujący  |
| 13 | Yrjö Matsi        | 1985     | 191    | środkowy     |
| 14 | Timo Vaittinen    | 1988     | 189    | przyjmujący  |
| 15 | Tuomo Ikonen      | 1988     | 198    | środkowy     |
| 25 | Pasi Hyvärinen    | 1987     | 184    | libero       |